# Суслов, Анатолий Иванович
Анатолий Иванович Суслов (24 февраля 1946, Ступино, Московская область) — советский футболист, выступавший на позиции полузащитника («диспетчера»). Сыграл 17 матчей и забил один гол в высшей лиге СССР.

## Биография
Воспитанник футбольной школы московского «Динамо», был капитаном юношеской команды, в 1964 году стал победителем всесоюзных юношеских соревнований. С 1964 года привлекался к играм дублирующего состава бело-голубых и за шесть следующих сезонов сыграл в первенстве дублёров 117 матчей и забил 8 голов. В основной команде «Динамо» дебютировал 16 октября 1965 года в матче высшей лиги против одесского «Черноморца». Первый гол на высшем уровне забил 28 августа 1967 года в ворота куйбышевских «Крыльев Советов», оказавшийся победным в матче (2:1). Несмотря на большие перспективы, не закрепился в основном составе «Динамо», так как его стиль игры не нравился тренеру команды Константину Бескову. Всего в составе бело-голубых сыграл 9 матчей (1 гол) в высшей лиге, 2 матча в Кубке СССР и 11 товарищеских игр.
В ходе сезона 1969 года перешёл в барнаульское «Динамо», где отыграл два сезона. В 1971 году выступал в высшей лиге за «Пахтакор», сыграл восемь матчей. В 1972 году вернулся в Барнаул и выступал за местную команду ещё восемь сезонов, был капитаном команды. В общей сложности сыграл за барнаульцев более 300 матчей в первенствах страны (288 без учёта сезона-1978, по которому нет сведений о сыгранных матчах).